# Сборная Кувейта по пляжному футболу
Сборная Кувейта по пляжному футболу — представляет Кувейт на международных соревнованиях по пляжному футболу. Контролируется футбольной ассоциацией Кувейта.

### Чемпионат мира
| Бразилия 1995   | Не участвовала         | Не участвовала         | Не участвовала         | Не участвовала         | Не участвовала         | Не участвовала         | Не участвовала         | Не участвовала         | Не участвовала         |
| Бразилия 1996   | Не участвовала         | Не участвовала         | Не участвовала         | Не участвовала         | Не участвовала         | Не участвовала         | Не участвовала         | Не участвовала         | Не участвовала         |
| Бразилия 1997   | Не участвовала         | Не участвовала         | Не участвовала         | Не участвовала         | Не участвовала         | Не участвовала         | Не участвовала         | Не участвовала         | Не участвовала         |
| Бразилия 1998   | Не участвовала         | Не участвовала         | Не участвовала         | Не участвовала         | Не участвовала         | Не участвовала         | Не участвовала         | Не участвовала         | Не участвовала         |
| Бразилия 1999   | Не участвовала         | Не участвовала         | Не участвовала         | Не участвовала         | Не участвовала         | Не участвовала         | Не участвовала         | Не участвовала         | Не участвовала         |
| Бразилия 2000   | Не участвовала         | Не участвовала         | Не участвовала         | Не участвовала         | Не участвовала         | Не участвовала         | Не участвовала         | Не участвовала         | Не участвовала         |
| Бразилия 2001   | Не участвовала         | Не участвовала         | Не участвовала         | Не участвовала         | Не участвовала         | Не участвовала         | Не участвовала         | Не участвовала         | Не участвовала         |
| Бразилия 2002   | Не участвовала         | Не участвовала         | Не участвовала         | Не участвовала         | Не участвовала         | Не участвовала         | Не участвовала         | Не участвовала         | Не участвовала         |
| Бразилия 2003   | Не участвовала         | Не участвовала         | Не участвовала         | Не участвовала         | Не участвовала         | Не участвовала         | Не участвовала         | Не участвовала         | Не участвовала         |
| Бразилия 2004   | Не участвовала         | Не участвовала         | Не участвовала         | Не участвовала         | Не участвовала         | Не участвовала         | Не участвовала         | Не участвовала         | Не участвовала         |
| Бразилия 2005   | Не участвовала         | Не участвовала         | Не участвовала         | Не участвовала         | Не участвовала         | Не участвовала         | Не участвовала         | Не участвовала         | Не участвовала         |
| Бразилия 2006   | Не участвовала         | Не участвовала         | Не участвовала         | Не участвовала         | Не участвовала         | Не участвовала         | Не участвовала         | Не участвовала         | Не участвовала         |
| Бразилия 2007   | Не участвовала         | Не участвовала         | Не участвовала         | Не участвовала         | Не участвовала         | Не участвовала         | Не участвовала         | Не участвовала         | Не участвовала         |
| Франция 2008    | Не участвовала         | Не участвовала         | Не участвовала         | Не участвовала         | Не участвовала         | Не участвовала         | Не участвовала         | Не участвовала         | Не участвовала         |
| ОАЭ 2009        | Не участвовала         | Не участвовала         | Не участвовала         | Не участвовала         | Не участвовала         | Не участвовала         | Не участвовала         | Не участвовала         | Не участвовала         |
| Италия 2011     | Не прошла квалификацию | Не прошла квалификацию | Не прошла квалификацию | Не прошла квалификацию | Не прошла квалификацию | Не прошла квалификацию | Не прошла квалификацию | Не прошла квалификацию | Не прошла квалификацию |
| Таити 2013      | Не участвовала         | Не участвовала         | Не участвовала         | Не участвовала         | Не участвовала         | Не участвовала         | Не участвовала         | Не участвовала         | Не участвовала         |
| Португалия 2015 | Не участвовала         | Не участвовала         | Не участвовала         | Не участвовала         | Не участвовала         | Не участвовала         | Не участвовала         | Не участвовала         | Не участвовала         |
| Багамы 2017     | Не участвовала         | Не участвовала         | Не участвовала         | Не участвовала         | Не участвовала         | Не участвовала         | Не участвовала         | Не участвовала         | Не участвовала         |
| Парагвай 2019   | Не прошла квалификацию | Не прошла квалификацию | Не прошла квалификацию | Не прошла квалификацию | Не прошла квалификацию | Не прошла квалификацию | Не прошла квалификацию | Не прошла квалификацию | Не прошла квалификацию |
| Итого           | 0/19                   | 0                      | 0                      | 0                      | 0                      | 0                      | 0                      |                        |                        |

## Состав
Примечание: Флаги указываются, так как игрок может иметь более одного гражданства по правилам ФИФА.
| №  |        | Позиция | Игрок               |
| -- | ------ | ------- | ------------------- |
| 1  | Кувейт | Вр      | Хавав Хаджах        |
| 2  | Кувейт |         | Юсеф Алсакер        |
| 4  | Кувейт |         | Сауд Алотайби       |
| 7  | Кувейт |         | Мешарри Аллахзами   |
| 9  | Кувейт |         | Мубарак Алсубайе    |
| 10 | Кувейт |         | Абдулахман Аль Сави |
| 12 | Кувейт |         | Пияпонг Сонгпьев    |

| №  |        | Позиция | Игрок            |
| -- | ------ | ------- | ---------------- |
| 14 | Кувейт |         | Омар Аль Азер    |
| 15 | Кувейт |         | Абдулазиз Алид   |
| 17 | Кувейт |         | Ахмат Аль Булоши |
| 16 | Кувейт |         | Халид Алотайби   |
| 22 | Кувейт |         | Моххамед Ашханни |

Тренер:  Жали Аль Жураид